# Yogetor spiralis
Yogetor spiralis là một loài nhện trong họ Salticidae.
Loài này thuộc chi Yogetor. Yogetor spiralis được Wanda Wesołowska & Tomasiewicz miêu tả năm 2008.